# يانغ نينغ
يانغ نينغ هو لاعب كرة قدم صيني في مركز حراسة المرمى، ولد في 10 أبريل 1962 في ماوزو في الصين. شارك مع منتخب الصين لكرة القدم. أما مع النوادي، فقد لعب مع Guangdong Winnerway F.C. ‏.

## وصلات خارجية
- يانغ نينغ على موقع ناشيونال فوتبول تيمز (الإنجليزية)